# Байльроде
Байльроде (нім. Beilrode) — громада в Німеччині, розташована в землі Саксонія. Входить до складу району Північна Саксонія. Центр об'єднання громад Байльроде.
Площа — 92,67 км2. Населення становить 4122 ос. (станом на 31 грудня 2020).

## Адміністративний поділ
До складу громади входять два 11 сільських населених пунктів.

## Галерея

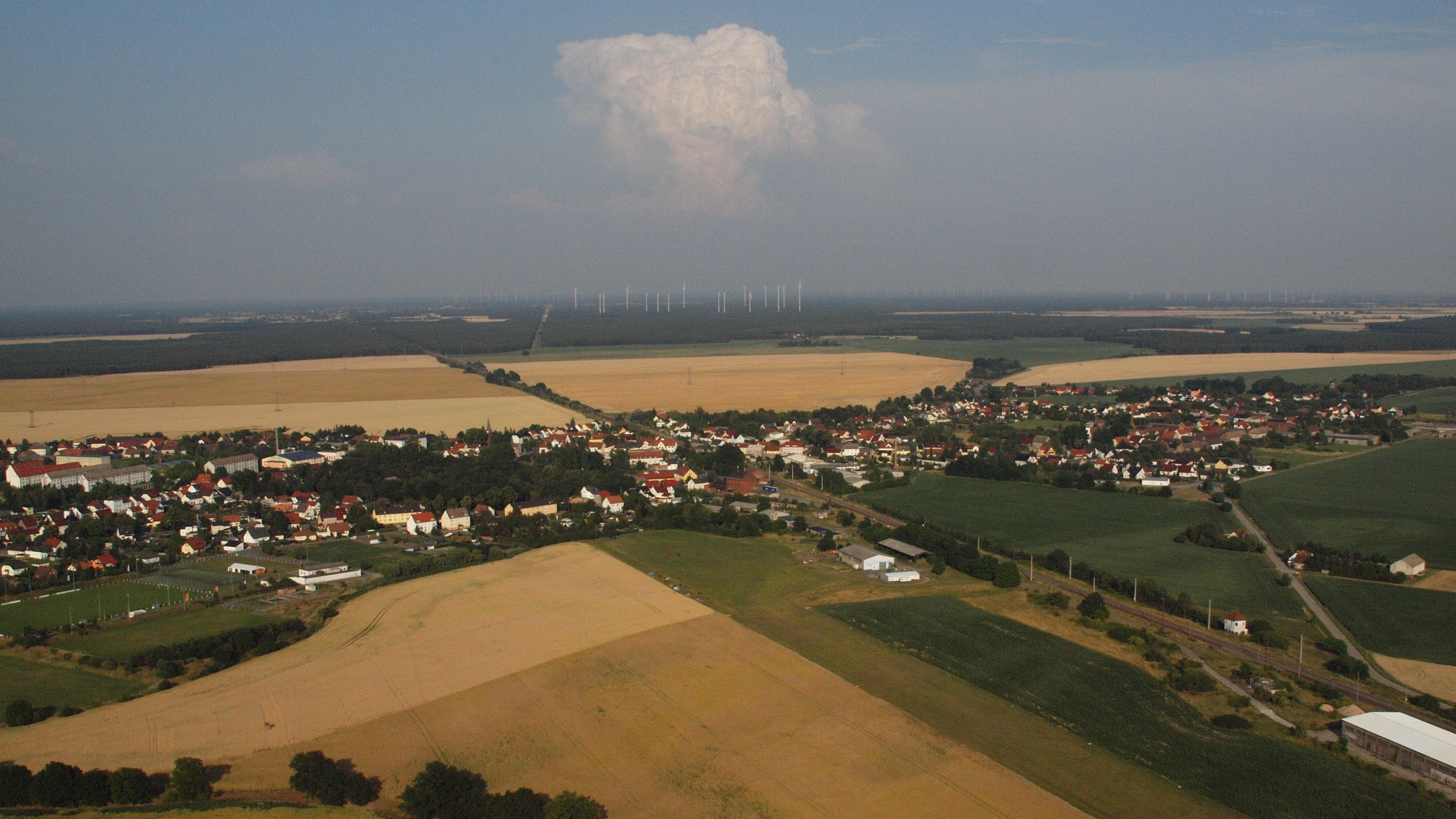
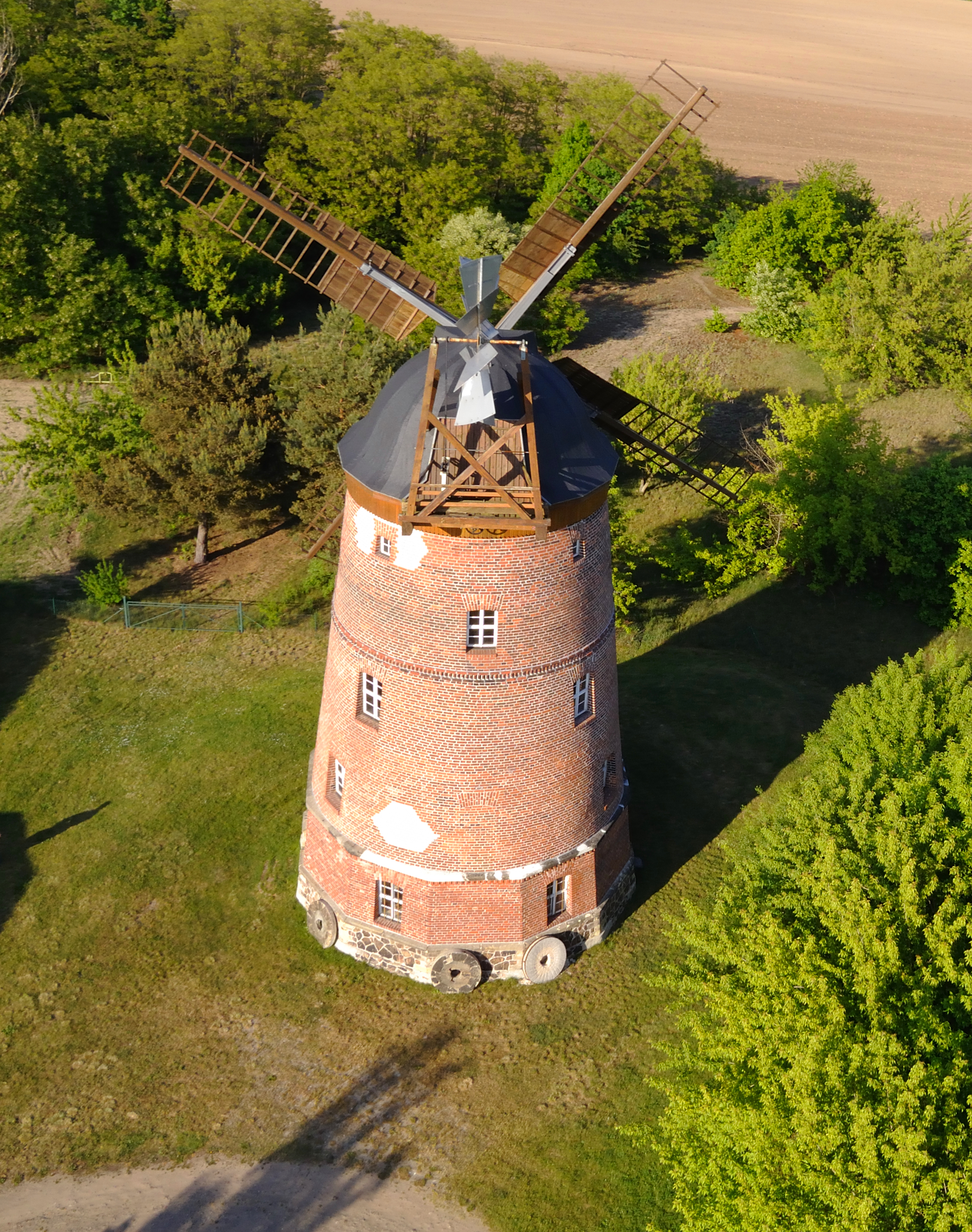